# Thomazeau (Haiti)
Thomazeau (Haitianisch-Kreolisch Tomazo) ist eine Gemeinde im Département Ouest von Haiti.

## Geschichte
Der am 10. Dezember 1826 gegründete Ort trägt den Namen Thomazeau, da es hier während der französischen Kolonialzeit die große Plantage eines Kolonisten namens Thomas gab. Ferner verfügt das Gebiet der Gemeinde über mehr als hundert Wasserquellen. So wurde dem Namen des Siedlers das französische Wort für Wasser („eau“) angefügt.
Der Ort gehörte zunächst zu der Gemeinde Croix-des-Bouquets. Am 3. August 1889 erließ Präsident Florvil Hyppolite ein Dekret, mit dem Thomazeau den Rang einer Gemeinde erhielt.
Im Rahmen der Krise in Haiti seit 2018 verhängte die Regierung am 19. Juli 2024 für einen Monat den Ausnahmezuständ (état d’urgence) über die Gemeinde.

## Lage und Beschreibung
Thomazeau liegt an der Nordwestspitze des größten Sees der Insel Hispaniola, des Étang Saumâtre, unweit der Grenze zur Dominikanischen Republik.
Neben dem Stadtzentrum Ville de Thomazeau bestehen vier Gemeindebezirke:
1. 1ère Grande-Plaine mit Bois d'Orme, Chambrun, Dallemand, Dalman, Dumornay, Durand, Dutil, Fond-Cede, Fond-Pita, Fond-Ravet, Glore, Hatte-Cadet, Jacasse, Jondry, La Fosse, Laro, L'Etang, Matelas, Nan Lagon, Nan Tête Source, Permigot, Terre St-Louis und Trou-Caïman,
2. 2ème Grande-Plaine mit Bois Nicolas, Brene, Cotin, Cottard, Coutard, Despuzeau, Dimulseau, Drouillard, Jouanau, La Perrière, Mergeron, Nan Raquette und Pont Janvier,
3. Trou D'Eau mit Damboin, Décaette, Denignon, Grand-Bassin, Mafiche, Pacot und Taverneau sowie
4. Des Crochus mit Balan, Bois Dune, Corails-Cesselles, Coupe-Maroto, Dalon, Mare-Noire, Morin, Plaisance, Savane-Cheval und Terre-Blanche.

Die Route Nationale RN-3 verläuft, von Croix-des-Bouquets nach Mirebalais führend, durch das Gebiet der Gemeinde.

## Personen aus Thomazeau
- Prosper Avril (* 1937), Generalleutnant, Politiker und ehemaliger Präsident Haitis
- Wilguens Paugain (* 2001), französischer Fußballspieler